# Wilfried Langosz
Wilfried Langosz (* 12. Februar 1951 in Bremen) ist ein deutscher Organist, Kirchenmusiker und Musikpädagoge.

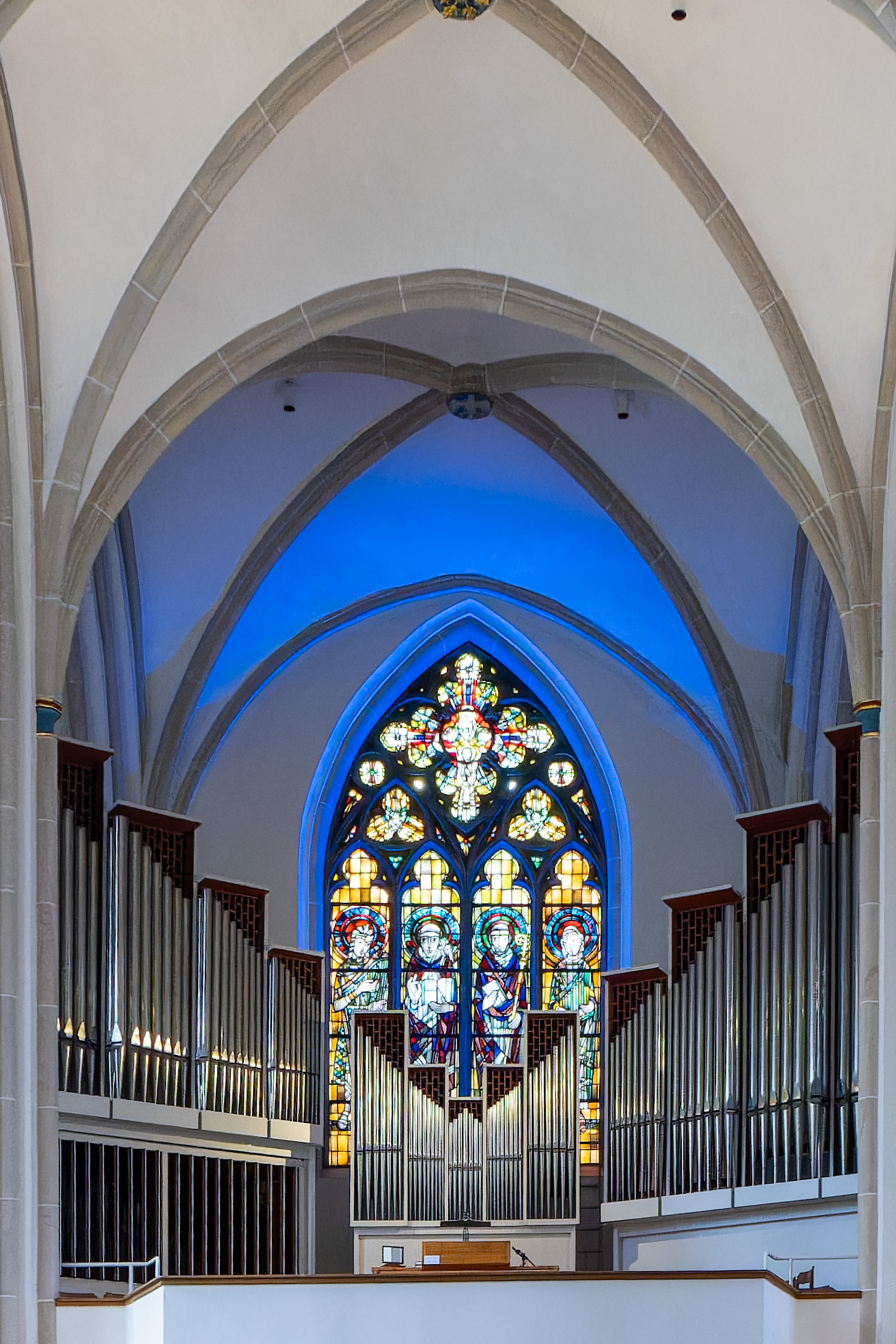
Orgel der Propsteikirche St. Johann (2024)

## Leben
Wilfried Langosz erhielt seine musikalische Ausbildung in seiner Heimatstadt Bremen. Dort studierte er ab 1970 an der Hochschule für Künste (Orgel bei Franz Clausing) und erlangte 1976 das A-Examen der Katholischen Kirchenmusik. Im gleichen Jahr wurde er Regionalkantor an der Propsteikirche St. Johann. 1980 wurde er zum Kirchenmusikdirektor ernannt und war dort bis zu seinem Ruhestand 2014 tätig. 
Neben seinen kirchenmusikalischen Aktivitäten hatte er einen Lehrauftrag für Orgel an der Universität Bremen und spielte für Radio Bremen zahlreiche Orgelwerke von Max Reger ein. Zu seinen Schülern zählen Wolfgang Kostujak, Barbara Stühlmeyer und Martin Welzel.
Wilfried Langosz ist verheiratet und hat zwei Kinder.

## Veröffentlichungen
- Die Breil/Sauer-Orgel der Propsteikirche St. Johann zu Bremen. Ein bescheidenes Kleinod mit breitem Klangspektrum. In: Musica Sacra 132, Nr. 4 (2012), S. 256–257.